# (7266) Trefftz
(7266) Trefftz – planetoida z pasa głównego asteroid okrążająca Słońce w ciągu 3 lat i 302 dni w średniej odległości 2,45 j.a. Została odkryta 29 września 1973 roku przez Cornelisa van Houtena, Ingrid van Houten-Groeneveld i Toma Gehrelsa. Przed nadaniem nazwy planetoida nosiła oznaczenie tymczasowe (7266) 4270 T-2.